# Dasychira semlikiensis
Dasychira semlikiensis är en fjärilsart som beskrevs av Collenette 1939. Dasychira semlikiensis ingår i släktet Dasychira och familjen tofsspinnare. Inga underarter finns listade i Catalogue of Life.